# ラザール・サミンスキー
ラザール・サミンスキー（Lazare Semenovich Saminsky, Лазарь Семёнович Саминский, 1882年10月27日 - 1959年6月30日）は、ウクライナ出身で、後年アメリカ合衆国に定住した作曲家。
オデッサ近郊のユダヤ人の商家に生まれ、芸術・科学・語学の教育を受けた。1903年から1905年までオデッサ音楽院で学んだ後、モスクワで音楽・数学・哲学を学んだ。しかし学生の運動に参加したためモスクワを追放され、サンクトペテルブルクに行き、ニコライ・リムスキー＝コルサコフ、アナトーリ・リャードフ、ニコライ・チェレプニンのもとで学んだ。
学生時代にはミハイル・グネーシンらとともに「ユダヤ民俗音楽学会」を創設し、学会のために作曲や出版物の編集を行った。1911年にグルジアのティフリスに行き、グルジア音楽・アルメニア音楽・カフカス地方のユダヤ音楽を研究し、1917年から1918年までティフリス音楽院の院長を務めた。
1919年に革命後のロシアを離れ、フランスとイギリスを経て、1920年にアメリカに定住した。1924年からニューヨークのエマヌ・エル神殿の音楽監督となり、安息日のための音楽を自ら作曲したほか、ジョゼフ・アクロンらのユダヤ人作曲家にも作品を委嘱した。
作品には4つのオペラ、5つの交響曲、歌曲、合唱曲、ピアノ曲などがある。また多くのユダヤ音楽・現代音楽・指揮法の著書を残している。

## 文献
- Grove Music Online, Saminsky, Lazare
- Beate Schröder-Nauenberg, Der Eintritt des Jüdischen in die Welt der Kunstmusik, Wiesbaden, 2007, pp. 151-208. ISBN 9783447056038